# Вальдетортола
Вальдетортола (ісп. Valdetórtola) — муніципалітет в Іспанії, у складі автономної спільноти Кастилія-Ла-Манча, у провінції Куенка. Населення — 164 особи (2010).
Муніципалітет розташований на відстані близько 140 км на південний схід від Мадрида, 17 км на південь від Куенки.
На території муніципалітету розташовані такі населені пункти: (дані про населення за 2010 рік)
- Тортола: 46 осіб
- Вальдеганга-де-Куенка: 118 осіб

## Демографія
Динаміка населення (INE ):